# Cuda (film 2014)
Cuda (wł. Le meraviglie) – włosko-niemiecko-szwajcarski dramat filmowy z 2014 roku w reżyserii i według scenariusza Alice Rohrwacher.

## Fabuła
Dwunastoletnia Gelsomina mieszka na głębokiej toskańskiej prowincji wraz z wielodzietną rodziną, zajmującą się pszczelarstwem. Spokój domowych rytuałów zostaje zakłócony przez pojawienie się niemieckiego nastolatka z poprawczaka oraz przez przyjazd ekipy telewizyjnej. Nastolatka namawia swoich rodziców do wzięcia udziału w popularnym teleturnieju. Wkrótce życie tradycyjnie żyjącej rodziny zostanie radykalnie odmienione.

## Obsada
- Maria Alexandra Lungu jako Gelsomina
- Alba Rohrwacher jako Angelica
- Sam Louwyck jako Wolfgang
- Sabine Timoteo jako Cocò
- Agnese Graziani jako Marinella
- Monica Bellucci jako Milly Catena

i inni

## Produkcja
Zdjęcia kręcono we Włoszech w następujących lokacjach:
- Toskania (Sorano w prowincji Grosseto; Bagni San Filippo w prowincji Siena);
- Lacjum (wyspa Bisentina i jezioro Lago di Bolsena w prowincji Viterbo)[2].

## Premiera i dystrybucja
Światowa premiera filmu miała miejsce 18 maja 2014 roku w konkursie głównym podczas 67. MFF w Cannes, gdzie obraz zdobył drugą pod względem znaczenia nagrodę, czyli Grand Prix.
Polska premiera filmu miała miejsce 2 sierpnia 2014 roku w ramach MFF Nowe Horyzonty. Na ekrany polskich kin film wszedł 23 stycznia 2015 roku.

## Nagrody i nominacje
67. MFF w Cannes
- nagroda: Grand Prix − Alice Rohrwacher
- nominacja: udział w konkursie o Złotą Palmę − Alice Rohrwacher